# Eragrostis variabilis
Espèce
Eragrostis variabilis, appelée kāwelu en hawaïen, est une espèce de plantes de la famille des Poaceae.